# جوناثان بيتس
جوناثان بيتس (بالإنجليزية: Jonathan Bates)‏ هو مهندس الصوت ومهندس بريطاني، ولد في 1 نوفمبر 1939 في Little Chart ‏ في المملكة المتحدة، وتوفي في 31 أكتوبر 2008 في Esher ‏ في المملكة المتحدة.

## وصلات خارجية
- جوناثان بيتس على موقع IMDb (الإنجليزية)
- جوناثان بيتس على موقع قاعدة بيانات الفيلم (الإنجليزية)